# FOGDOG
『FOGDOG』（フォグドッグ）は、2025年7月22日（21日深夜）から読売テレビの「ドラマDiVE」枠で放送中のテレビドラマ。主演は平祐奈と丸山隆平。
読売テレビが、数々の話題作を世に送り出してきた監督の藤井道人を筆頭に、数多くのクリエイターを擁するコンテンツスタジオ・BABEL LABELと初めてタッグを組んで制作するオリジナル刑事ドラマ作品。本作のチーフ監督を務めるBABEL LABEL所属のナカモトユウは、本作で連続ドラマ監督デビューとなる。
本作は地上波での放送終了後に、動画配信サービスTVerやNetflix、Leminoにて配信されている。

## あらすじ
人の顔が識別できない症状「相貌失認」を抱えながらも卓越した記憶力を持つ休職中の警察官・狗飼錐と、高い検挙率を誇っていたが暴力問題により捜査一課を追われ、通称「みかん部屋」と呼ばれる未解決事案総合対策管理室に異動してきた刑事・猿渡響。この対照的な2人がバディを組み、長年未解決のまま放置されてきた不可解な事件の真相解明に挑んでいく。

## キャスト

### 主要人物
狗飼錐（いぬかい きり）〈24〉
演 - 平祐奈（幼少期：髙取青依良）
亡き父の影響で警察官となったが、人の顔を認識できない症状「相貌失認」を抱えており、そのハンデキャップによる失敗で警察を休職。居候先の古本屋で時折店番をしている。相貌失認の影響で人の表情を読み取れない代わりに、匂いや声色、感触などの五感を使い、顔以外の情報で相手を判別し、相手の心理を読み取っている。記憶力も良い。
猿渡に能力を見込まれ、未解決事件の捜査協力をするようになる。
猿渡響（さるわたり ひびき）〈37〉
演 - 丸山隆平
谷中警察署の巡査部長。
元々は警視庁捜査一課で抜群の検挙率を誇る敏腕刑事だったが、捜査中の度重なる暴力行為により捜査一課を追われ、通称「みかん部屋」と呼ばれる谷中警察署の未解決事案総合対策管理室に異動してきた。
錐とは対照的に、第六感である「直感力」が優れており、好物のバナナで栄養補給をすると直感力が冴え渡るようになる。

### 古本屋「望郷」
錐が時々店番を手伝っている古本屋。
獅子王雅人（ししおう まさと）〈25〉
演 - 福山翔大
錐の幼馴染。
獅子王桔梗（ししおう ききょう）〈55〉
演 - 原ふき子
古本屋「望郷」の女店主。雅人の母。
錐の父・十四郎の旧友で、父を亡くした錐の後見人。
狗飼十四郎（いぬかい じゅうしろう）〈享年47〉
演 - 山口馬木也
錐の父。元刑事。
8年前に事件で殉職した。

### 警視庁

#### 未解決事案総合対策管理室（みかん部屋）
猿渡が勤める谷中警察署内の部署。通称「みかん部屋」。
豹頭敦史（ひょうどう あつし）〈23〉
演 - 八村倫太郎
猿渡の後輩刑事。ゲーム好きで射撃が上手い。
牛尾健司（うしお けんじ）〈54〉
演 - 梶原善
未解決事案総合対策管理室の室長。猿渡の上司。

#### 捜査一課
鬼頭康臣（きとう やすおみ）〈55〉
演 - 高橋克典
警視庁の捜査一課長の刑事。捜査一課時代の猿渡の上司。

### 北條メンタルクリニック
北條桃次（ほうじょう とうじ）〈52〉
演 - 山崎潤
錐が通うメンタルクリニックの脳神経外科医。

### ゲスト

#### 第1話
龍野千智（たつの ちさと）〈46〉
演 - 青木さやか（第2話）
シングルマザーの宅配ドライバー。2019年の「熊ひき逃げ事件」で夏美を轢き逃げした車と酷似した車に乗っていた。
龍野花音（たつの かのん）〈15〉
演 - 河村ここあ（第2話、9歳時：池村碧彩）
千智の娘。
朝日夏美（あさひ なつみ）〈21〉
演 - 菊地姫奈（第2話）
「熊ひき逃げ事件」の被害者。事故当時15歳で下校中に車に轢かれた。
寒川（さむかわ）〈35〉
演 - ぐんぴぃ
コンビニ強盗にあう「ヒロマルチェーン」の店員。
佐藤武雄（さとう たけお）〈79〉
演 - 五頭岳夫（第2話）
夏美が轢き逃げ事故にあったのを目撃していた老人。
牛尾の後輩警察官
演 - こーくん
2019年当時、交番に勤務していた時の牛尾の後輩。
看護師
演 - 早川奈緒
北條メンタルクリニックの看護師。
北川
演 - 嶋村太一
北條メンタルクリニックの医師。

警察官
演 - 氏家康成
コンビニ強盗の現場保全をする制服警官。
男の子
演 - 馬場應吏
「望郷」で父親に動物図鑑を買ってもらう男の子。

#### 第2話
警察官
演 - BOB
6年前、元夫からの嫌がらせにあっていた龍野千智が被害を訴えた警察官。

#### 第3話・第4話
熊田浩紀（くまだ ひろき）〈33〉
演 - 佐野岳
ボクシングジム「松瀬ジム」所属のプロボクサー。元フェザー級チャンピオン。
2018年の未解決事件「賽銭箱ぶっ刺さり事件」の第一発見者。
蜂屋満（はちや みつる）〈38〉
演 - 休日課長
住職・巌の息子。タイ料理屋「HINODEYA」の店長。
蝶野康成（ちょうの やすなり）〈当時37〉
演 - 田島亮
「週刊ジャンク」の記者。7年前の「賽銭箱ぶっ刺さり事件」の被害者。
泰香寺の賽銭箱に頭が突き刺さった状態で死亡していた。
当時、熊田のことを嗅ぎまわっており、面識があった。
松瀬五郎（まつせ ごろう）〈42〉
演 - 松浦慎一郎
「松瀬ジム」の会長。
蜂屋巌（はちや いわお）〈71〉
演 - 六平直政
満の父。事件があった泰香寺の住職。

#### 第5話
真神透（まがみ とおる）〈45〉
演 - 濱津隆之
ユーチューブチャンネル『怪奇特捜バスターズZ』を配信しているユーチューバー。
幽霊が出ると噂のある台東学園高校の旧校舎に突撃し、幽霊の映像を撮影する。
旧台東学園高校で6年前に発生した、卯佐美愛子が転落死した「学園マドンナ転落死事案」を調査させるために、みかん部屋に捜査依頼のメールを送った。
清水羚羊（しみず れいよう）〈23〉
演 - 三河悠冴

小林狸子（こばやし りこ）〈23〉
演 - 宮部のぞみ
旧台東学園高校の卒業生。
転落死した愛子の元同級生で親友。
錐の聞き込みに協力した。
もか〈当時17〉
演 - HANANO（BiTE A SHOCK）
愛子の元同級生。

卯佐美愛子（うさみ あいこ）〈当時16〉
演 - ?
旧台東学園高校の当時2年生。
2019年8月18日、校舎屋上から転落して死亡。「学園マドンナ転落死事案」の被害者。
3年前から「使われなくなった旧校舎に彼女の幽霊が出る」と噂されるようになる。
美人で学校では人気があった。
稲荷希実（いなり のぞみ）〈23〉
演 - 中村ゆりか
旧台東学園高校を調査していた猿渡の前に現れた女性。

## スタッフ
- 監督 - ナカモトユウ、澤口明宏、名倉良祐
- 脚本 - 横尾千智、ナカモトユウ、澤口明宏
- 音楽 - 宗本康兵
- 予告ナレーション - 平野綾[12][13]
- オープニングテーマ[注 5] - DeNeel「存在A」（SKID ZERO）[14]
- エンディングテーマ - yukaDD「flashback」（avex trax）[14]
- 撮影 - 寺嶋里紗
- 照明 - 柴田雄大、後藤史兆
- 録音 - 柴田陽一郎
- アクションコーディネーター - 川本耕史
- アクションスタッフ - 能登春希、藤田啓子
- 警察監修 - 佐渡悟
- 医療監修 - 工藤千秋
- 編集 - 目見田健
- ビジネスプロデューサー - 小出亮太、白井雄樹
- チーフプロデューサー - 三上順治
- プロデューサー - 福田浩之、尾形直樹、小池洋平、上門直人、山田久人、高柳亮博、後藤和弘
- 制作プロダクション - BABEL LABEL
- 制作協力 - isai
- 制作 - 「FOGDOG」製作委員会、読売テレビ、サイバーエージェント、NTTドコモ、ytvメディアデザイン
- 製作・著作 - 「FOGDOG」製作委員会

## 放送日程
| 話数  | 放送日  | サブタイトル               | 脚本                           | 監督         |
| ----- | ------- | -------------------------- | ------------------------------ | ------------ |
| 第1話 | 7月22日 | 狗も歩けば某に当たる       | 横尾千智 ナカモトユウ          | ナカモトユウ |
| 第2話 | 7月29日 | 来るもの拒まず猿モノ追わず | 横尾千智 ナカモトユウ          | ナカモトユウ |
| 第3話 | 8月05日 | 眠れる獅子舞               | 横尾千智 ナカモトユウ 澤口明宏 | 澤口明宏     |
| 第4話 | 8月12日 | 泣きっ面に熊               | 横尾千智 ナカモトユウ 澤口明宏 | 澤口明宏     |
| 第5話 | 8月19日 | 狐狗狸さんと愛の七不思義   | 横尾千智 ナカモトユウ 名倉良祐 | 名倉良祐     |

- 初回は『ダブルインパクト〜漫才&コント 二刀流No.1決定戦〜』（19時 - 22時04分）放送の影響で、10分繰り下げて1時39分 - 2時09分に放送。
- 第6話は『24時間テレビ48「あなたのことを教えて」みどころカウントダウン』（0時54分 - 翌1時04分）放送の影響で5分繰り下げて1時34分 - 2時04分の放送予定。

## ネット局
| 放送対象地域 | 放送局            | 系列           | 放送期間  | 放送日時                     | ネット状況 | 備考 |
| ------------ | ----------------- | -------------- | --------- | ---------------------------- | ---------- | ---- |
| 近畿広域圏   | 読売テレビ（ytv） | 日本テレビ系列 | 7月22日 - | 火曜 1:29 - 1:59（月曜深夜） | 【制作局】 |      |
| 青森県       | 青森放送（RAB）   | 日本テレビ系列 | 7月24日 - | 木曜 1:24 - 1:54（水曜深夜） | 遅れネット |      |
| 中京広域圏   | 中京テレビ（CTV） | 日本テレビ系列 | 7月27日 - | 日曜 2:25 - 2:55（土曜深夜） | 遅れネット |      |
| 福岡県       | 福岡放送（FBS）   | 日本テレビ系列 | 8月3日 -  | 日曜 1:00 - 1:30（土曜深夜） | 遅れネット |      |